# Samuel MacLean Gilmour
Samuel MacLean Gilmour (28 de abril de 1905 -1970) fue un académico del Nuevo Testamento, profesor en el Queen's Theological College, profesor Norris del Nuevo Testamento en Andover Newton Theological School y presidente de la Sociedad canadiense de Estudios Bíblicos y de la Sección de la Sociedad de Literatura y Exégesis Bíblica. S. MacLean Gilmour también fue miembro del Comité Editorial del Journal of Biblical Literature y miembro de Studiorum Novi Testamenti Societas.

## Aportes